# Polača (Zadar)
Polača est un village et une municipalité située dans le comitat de Zadar, en Croatie. Au recensement de 2001, la municipalité comptait 1 434 habitants, dont 93,72 % de Croates et le village seul comptait 1 117 habitants.

## Localités
La municipalité de Polača compte 4 localités :
- Donja Jagodnja
- Gornja Jagodnja
- Kakma
- Polača